# Singularidad anular
Una singularidad anular o singularidad de Kerr es la singularidad gravitacional de un agujero negro rotatorio, o un agujero negro de Kerr, que tiene forma similar a un anillo.

## Descripción

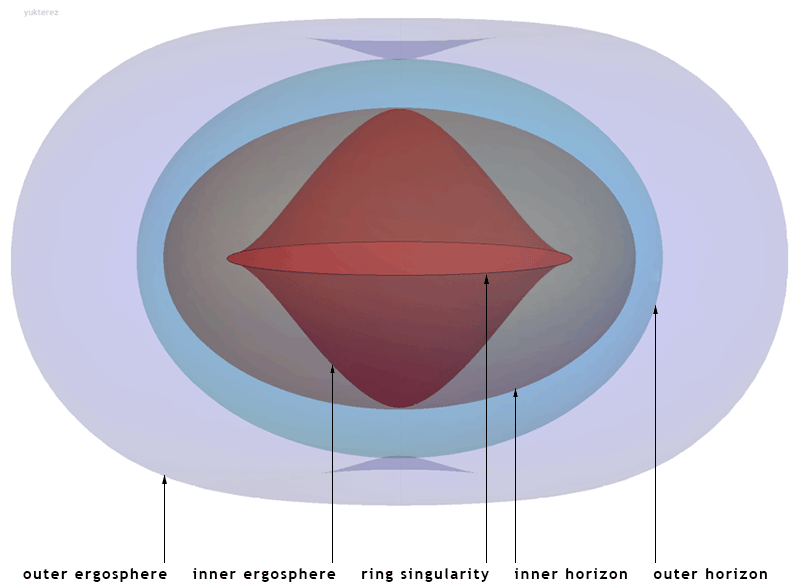
Horizontes de evento/acontecimiento y ergosferas de un agujero negro rotacional; la singularidad anular está localizada en el pliegue ecuatorial de la ergosfera interior en R=a.

Cuando un cuerpo esférico no-rotatorio de un radio crítico colapsa bajo su propia gravedad bajo relatividad general, la teoría sugiere que colapsará en un simple punto. Esto no es el caso de un agujero negro rotatorio (un agujero negro de Kerr). Con un cuerpo rotatorio fluido, su distribución de masa no es esférica (muestra una protuberancia ecuatorial), y tiene un momento angular. Desde que un punto no puede soportar la rotación o momento angular en la física clásica (relatividad general siendo una teoría clásica), la forma mínima de la singularidad que puede soportar estas propiedades es en cambio un anillo con cero grosor pero un radio de no-cero, y a esto se refiere como singularidad anular o singularidad de Kerr.
Debido al efecto de Lense-Thirring de un agujero rotatorio, el espacio-tiempo en la inmediacion del anillo someterá curvatura en la dirección del movimiento del anillo. Efectivamente, esto significa que a distintos observadores puestos alrededor de un agujero negro de Kerr que se les pide apuntar al aparente centro de gravedad del agujero pueden apuntar a distintos puntos del anillo. Objetos cayendo comenzarán a adquirir momento angular del anillo antes de que lo golpeen, y el camino tomado por un rayo de luz perpendicular (inicialmente viajando hacia el centro del anillo) se curvará en la dirección del movimiento del anillo antes de cruzarse con el anillo.

## Traversabilidad y manifestación
Un observador cruzando el horizonte de sucesos  de un agujero negro irrotacional (de Schwarzschild) no puede evitar la singularidad central, la cual yace en la futura línea de universo dentro del horizonte. Por ello uno no puede evitar la espaguetización por las fuerzas de marea de la singularidad central.
Esto no es necesariamente cierto con un agujero negro de Kerr. Un observador que cae a un agujero negro de Kerr puede ser capaz de evitar la singularidad anular por hacer uso hábil del horizonte de sucesos interior asociado con esta clase de agujero negro. Esto lo hace teóricamente (pero no posiblemente de forma práctica) posible para el agujero negro de Kerr a actuar como una clase de agujero de gusano, posiblemente incluso un agujero de gusano transitable.

## Modelo de agujero de gusano
La singularidad de Kerr también puede ser usada como una herramienta matemática para estudiar el "problema de líneas de campo" del agujero de gusano. Si una partícula atraviesa un agujero de gusano, las ecuaciones de continuidad para el campo eléctrico sugieren que las líneas de campo no deberían romperse. Cuando una carga eléctrica pasa a través de un agujero de gusano, las líneas de campo de carga de la partícula parecen emanar desde la boca de entrada, y la boca de salida gana un déficit de densidad de carga debido al principio de Bernoulli (para la masa, la boca de entrada gana densidad de masa y la boca de salida obtiene un déficit de densidad de masa). Ya que una singularidad de Kerr tiene la misma característica, también permite que este problema sea estudiado.

## Existencia
Se espera generalmente que desde el colapso usual de una singularidad puntual (ver teoremas de singularidad de Penrose-Hawking) bajo relatividad general involucra arbitrariamente condiciones densas, los efectos cuánticos pueden volverse significantes y prevenir la formación de la singularidad ("fuzz cuántico" o pelusa cuántica). Sin efectos gravitacionales cuánticos, hay buena razón para sospechar que la geometría interior de un agujero negro rotacional no es la geometría Kerr. El horizonte de acontecimiento interior de la geometría de Kerr es probablemente no estable, debido al infinito efecto Doppler relativista de la radiación. Esta observación fue apoyada con la investigación de agujeros negros cargados que exhibe similares comportamientos de corrimiento al azul divergente. Mientras mucho trabajo ha sido hecho, el colapso gravitacional realista de objetos en agujeros negros rotativos, y la geometría resultante, continúa siendo un tópico de búsqueda activo.